# August-Bebel-Straße (Bielefeld)
Die August-Bebel-Straße ist eine Wohn- und Verkehrsstraße im Stadtbezirk Bielefeld-Mitte der ostwestfälischen Stadt Bielefeld. Sie verläuft rund 300 m östlich der Altstadt überwiegend in Nord-Süd-Richtung. Sie ist nach dem Sozialdemokraten August Bebel (1840–1913) benannt.

## Geschichte
Ab 1855 entstanden östlich der damaligen Stadt zahlreiche Industriebetriebe, darunter als größte die Ravensberger Spinnerei (1857) und die Dürkoppwerke (1867). Um die vielen hinzuziehenden Arbeiterfamilien unterzubringen, wurden vor allem ab 1870 zahlreiche Wohnhäuser gebaut. Vor 1879 begann der Bau der damaligen Kaiserstraße, die in Nord-Süd-Richtung verlaufend die neuen Wohngebiete erschließen und mit den Fabriken verbinden sollte. 1880–1883 wurde die evangelische Pauluskirche im neugotischen Stil gebaut, als erster Kirchenneubau außerhalb der Altstadt. 1884 entstand in Höhe des Kesselbrink Bielefelds erste Turnhalle. 1891 baute man an der Ecke Kesselbrink das Kreishaus für den Kreis Bielefeld. 1900 wurde nördlich der Pauluskirche die Wäschefabrik Schäffer & Vogel gebaut und östlich davon die Fahrradwerke Göricke. 1908 wurde am Nordende der Straße die katholische Kirche St. Joseph (Bielefeld) im Jugendstil eröffnet. Oktober 1933 benannte der Stadtrat die Kaiserstraße in Horst-Wessel-Straße um. Am Geburtshaus des Nazihelden Horst Wessel, Hausnummer 37, wurde eine Gedenktafel angebracht. 1944 wurden unter anderem das Kreishaus und die meisten Häuser nördlich der Brandenburger Straße durch Bomben zerstört. 1945 beschloss der Stadtrat, die vormalige Horst-Wessel-Straße in August-Bebel-Straße umzubenennen. Dabei wurde auch die vormalige Goebenstraße, die sich nach Süden anschloss, mit zur August-Bebel-Straße geschlagen. 1954 entstand südlich des alten Kreishauses ein Neubau, das heutige Technische Rathaus. Um 1955 wurde an der Ostseite des Kesselbrink ein Hallenbad gebaut (1999 abgerissen). 1960 wurde auf dem Kesselbrink eine Tiefgarage gebaut, damals eine der größten Deutschlands. Zeitgleich entstand auf der anderen Straßenseite, neben dem Hallenbad, ein Neubau der Polizeidirektion. 1980 richteten Aktivisten der Solidaritätsbewegung im damals abbruchbedrohten Eckhaus Nr. 62 (Paulusstraße) ein Dritte-Welt-Haus mit Dritte-Welt-Laden ein, das heutige Welthaus Bielefeld. September 2008 gestalteten die im Umweltzentrum Bielefeld ansässigen Umweltschutzgruppen im nördlichen Teil der Straße einen autofreien Aktionstag. 2013 wurde auf dem umgestalteten Kesselbrink, direkt an der August-Bebel-Straße, ein großer Bike- und Skatepark eingerichtet.

## Verlauf
Die August-Bebel-Straße beginnt im Norden an der Herforder Straße und führt von da fast 2 km schnurgerade  nach Süden. Ihr nördlicher Teil durchläuft das Ostmannturmviertel. Sie tangiert den Kesselbrink östlich. An der Ecke Oelmühlenstraße knickt sie leicht nach Südwesten ab und endet nach ca. 500 m an der Detmolder Straße (Bundesstraße 66). Dieser Straßenabschnitt, der bis 1945 Goebenstraße hieß, führt rechtwinklig auf den Teutoburger Wald zu und hat eine starke Steigung.

## Gebäude
An der August-Bebel-Straße befinden sich unter anderem (jeweils mit Hausnummer)
- die katholische Kirche St. Joseph (7),
- das Kolpinghaus Bielefeld (7A),
- das Umweltzentrum Bielefeld (16–18),
- die ehemalige Wäschefabrik Schäffer & Vogel, heute Sitz des Stadtsportbundes (57),
- die evangelische Pauluskirche (Paulusplatz),
- das Welthaus Bielefeld (62),
- die damaligen Ateliers der Künstlergruppe Senior, Medium & Junior (80)
- der Bike- und Skatepark Kesselbrink,
- die Polizeiwache Bielefeld-Ost[7] (93),
- das Technische Rathaus (92),
- das Café Milestones (94),
- das Filmhaus Bielefeld (94),
- das Gelände Tor 6 der früheren Dürkoppwerke mit Jugendgästehaus, Berufskolleg, Verein BAJ und Theaterlabor.